# 柳波 (1980年)
柳波（1980年9月—），男，中华人民共和国政治人物，中国共产党党员，毕业于郑州大学，现任中共三门峡市委副书记，市人民政府代理市长。

## 生平
早期在开封市工作，曾任共青团开封市委书记、开封市禹王台区区长，杞县县长等职。
2019年，调任平顶山市湛河区委书记。2022年，任平顶山市委常委、湛河区委书记。2023年，调任周口市，任周口市委副书记、政法委书记。
2025年8月，升任三门峡市委副书记，市人民政府代理市长。